# Seguaci
I Seguaci (in arabo التابعون‎?, al-Tābiʿūn, sing. tābiʿ o tābiʿī) furono i musulmani della generazione successiva a quella di Maometto, che non ebbero pertanto modo di frequentarlo, se non fuggevolmente, come invece avevano potuto fare i Compagni (o Ṣaḥāba) che, di fatto, furono i loro principali informatori circa il periodo in cui visse ed agì il profeta dell'Islam.
Inferiori di poco per affidabilità ai Compagni, i Seguaci hanno nondimeno un enorme credito nell'Islam e numerosi ḥadīth hanno all'origine della catena trasmissiva il nome di uno di loro. Di loro si occupano infatti numerose opere biografiche chiamate ṭabaqāt.